# Medieval II: Total War
Medieval II: Total War är uppföljaren till Medieval: Total War.
Spelet offentliggjordes i januari 2006 och släpptes sedan i november samma år.
Medieval II låter spelaren spela som ett av Europas länder under medeltiden och sedan erövra resten av världsdelen. Spelaren flyttar runt sina arméer och sköter det mesta via en Europakarta, som också inkluderar Nordafrika samt en liten bit av Mellanöstern och Ryssland (och även en liten överraskning som dyker upp senare i spelet), där denne får flytta sina arméer och förvalta sina provinser och sedan låta turen gå över till de andra länderna.
Själva slagen utspelas i realtid i miljöer som återspeglar var på Europakartan slaget äger rum (berg, floder, åkrar etc.).

## Länder
Här listas alla spelbara och icke spelbara länder tillsammans med färger samt deras starka och eventuellt svaga sidor.

### Spelbara från Början
- England - Röda och Gula - Starkaste bågskyttarna i Norra Europa, långbågskyttar, klarar även närstrid. Starkt infanteri i avsuttna riddare men något svagt senmedeltida kavalleri. Svaga milisstyrkor, och kan inte rekrytera professionella sergeanter. Saknar 1500- talets professionella pikenerare.
- Frankrike - Ljusblåa och Vita - Svagt infanteri i början av spelet men sedan starkt. Bra tungt kavalleri. Kan rekrytera professionella pikenerare mot slutet av spelet.
- Tysk-romerska riket - Gula och Svarta - Starkt infanteri och tungt kavalleri igenom hela perioden, saknar dock starka bågskyttar. Bra milis och professionella pikenerare mot slutet av spelet.
- Republiken Venedig - Rödbruna och Gula - Goda milistrupper, och starka bågskyttar. Kan rekrytera starkt kavalleri i städer. Professionella muskötskyttar i slutet av spelet.
- Spanien - Gula och Röda - Starkt lätt och tungt kavalleri, och tillfredsställande miliser. Saknar dock starka sergeanter som infanteri vilket dock ersätts av effektiva skärmytslare (Alugawarer). Mycket goda pikenerare och muskötskyttar i slutet av spelet.

### Upplåsbara
Dessa länder kan spelaren låsa upp en och en genom att besegra dem i en kampanj eller låsa upp allihop genom att vinna en hel kampanj.
- Bysantinska riket - Lila och Vita - Starkt infanteri och utvecklade städer i tidigt skede i spelet tillåter att man snabbt producerar starka trupper. Svag milis och saknar i stort sett krutladdade vapen. Mycket bra kavalleri, både lätta bågskyttar och tunga katafrakter. Goda bågskyttar. Fartyg kan lastas med grekisk eld, något som gör dem extremt dödliga till sjöss.
- Danmark - Röda och Vita - Starkt infanteri, speciellt i början av spelet med Huskarlar och vikingar. Något mediokert kavalleri och saknar starka skyttar. Bra flottor i början av spelet. Saknar pikenerare.
- Egypten - Gula och Svarta - Bra lätt kavalleri (inklusive ridande bågskyttar) och tillfredsställande tungt kavalleri i elitkåren mamlukerna, något mediokert infanteri och saknar pikenerare. Milistrupperna är inte att lita på.
- Ungern - Rosa och Gröna - Bra lätt kavalleri i Magjarerna och Kumanerna fast saknar tungt kavalleri i spelets början. Sedan tillfredsställande trupper. Stark armborstsmilis och starkt kavalleri i form av husarer.
- Milano (Samman med Genua) - Gröna och Vita - Mycket starka milistrupper (särskilt de genuanska armborstsskyttarna) och starkt kavalleri vilket kan rekryteras i städer. Starka muskötskyttar och pikmiliser.
- Morer (Den almoravidiska dynastin) - Orange och Vita - Tillfredsställande milis, särskilt i spelets senare del. Effektivt lätt kavalleri och senare starka kristna riddarförband. Något mediokert infanteri och saknar pikenerare.
- Polen - Vita och Röda - Bra kavalleri, både tunga riddare och lättare ridande armborstsskyttar och husarer. Ganska mediokert infanteri och milis, saknar pikenerare.
- Portugal - Vita och Ljusblå - Svagt infanteri i början av spelet. Får senare tillgång till goda pikenerare och goda musketörer. Relativt starkt lätt och tungt kavalleri. Tillfredsställande milis. Bästa senmedeltida fartygen.
- Ryssland - Mörkblåa och Röda - Starkt kavalleri, lätt i Kossakerna och andra stamfolk, någorlunda svagt starkt kavalleri i början av spelet (saknar riddare), något som avhjälps mot slutet av spelet. Halvbra milis och starkt professionellt infanteri i vikingaättlingar men saknar pikenerare. Har dock starka muskötskyttar. Kan bygga tåliga vikingaskepp i början av spelet.
- Skottland - Mörkblåa och Vita - Starka men odisciplinerade och dåligt utrustade högländare. Har starka pikmiliser men saknar både starkare kavalleri och skyttar vilket leder till ineffektiva arméer.
- Sicilien - Gråa och Svarta - Starka italienska milistrupper inkluderande kavalleri och pikenierare. Har starka normandiska riddare. Bra blandning av trupper.
- Turkar (Den seldjukiska dynastin och sedan det Osmanska riket) - Gröna och Gula - Effektiva lätta ridande bågskyttar men saknar både tungt kavalleri och infanteri i spelets början, kan dock hyra armeniska legosoldater och får senare tillgång till den janissariska elitkåren (bestående av utskrivna kristna slavpojkar). Har tillgång till mycket tungt artilleri.

### Ej Spelbara
Dessa kan spelaren endast spela som i Multiplayer, Historiska slag, Custom och genom att ändra i spelets filer.
- Aztekerna - Ljusblåa och Gula - Ineffektiva och saknar nämnvärd teknologi och kavalleri. Har dock stor tillgång på soldater.
- Mongolerna - (Gyllene horden) - Mörkgröna och Creme - Mycket starka kavallerienheter i både lätta och tunga ridande bågskyttar och tyngre närstridsgrupper. Infanteriet är en blandning av avsuttna tyngre mongoler, vissa elitförband och ovilliga tvångsutskrivna från kuvade folkslag. Har effektiv belägringstross bestående av kinesiska experter. Besitter mycket stora arméer när de dyker upp runt Kaspiska havet 1250.
- Vatikanstaten - Gula och Vita - Typisk italiensk milis (se Venedig, Sicilien och Milano) plus religiöst inspirerade sergeanter samt ett elitförband i schweizergardet.
- Timuriderna - Svarta och Röda - Arméer uppbyggda såsom mongolernas, fast starkare infanteri. Ett tillägg är dock elefanter. Har liksom mongolerna stora arméer när de dyker upp runt Bagdad 1380.
- Rebeller - Gråa (uppkommer vid uppror och som rövare och pirater) - Består av alla olika sorts soldater, allt från bönder till riddare, beroende på var och vilka det är som gör uppror.
- Saxare - Gula och Svarta (finns bara med i träningsuppdragen och i det historiska Slaget vid Hastings) - Mycket starkt tidigt infanteri i Huskarlar, saknar bågskyttar och kavalleri.

## Expansion
Den 30 mars 2007 offentliggjordes det att en expansion, Medieval II: Total War: Kingdoms, skulle släppas. Tillägget släpptes i slutet av augusti 2007 och innehåller fyra nya kampanjer:
- Americas - 7 spelbara fraktioner (Spanien, Aztekerna, Mayaindianerna, Apacherna, Chichimecerna, Tlaxcalanerna och Tarascenerna) på en karta över Den nya världen från Honduras till Texas.
- Britannia - 5 spelbara fraktioner (England, Irland, Skottland, Wales, Norge) på en karta över Brittiska öarna.
- The Crusades - 5 spelbara fraktioner (Kungariket Jerusalem, Furstendömet Antioch, Egypten, Turkiet, Bysantinska riket) på en karta över Mellanöstern från Turkiet i väst, dagens Irak i öst och till dagens Egypten i söder.
- Teutonic - 6 spelbara fraktioner (Tyska orden, Litauen, Danmark, Novgorod, Polen och Tysk-romerska riket) på en karta över nordöstra Europa från östra Tyskland till Ryssland.